# Olesza (obwód tarnopolski)
Olesza (ukr. Олеша) – wieś na Ukrainie w obwodzie tarnopolskim, w rejonie czortkowskim. 
Do 1939 r. miejscowość w powiecie buczackim województwa tarnopolskiego. W 1931 r. liczyła 770 mieszkańców, wśród których przeważali Ukraińcy. Była ona silnie zinfiltrowana przez nacjonalistów ukraińskich z OUN, którymi kierował ksiądz greckokatolicki o nazwisku Pałahicki. 
W latach 1944–1945 większość Polaków ostrzeżona przez przyjaznych im Ukraińców przed atakami - UPA schroniła się w Monasterzyskach. 20 Polaków, którzy pozostali we wsi, zaginęło bez wieści.
Do 2020 w rejonie monasterzyskim.